# Aernout Philip Theodoor Eyssell
Aernout Philip Theodoor Eyssell (Den Haag, 19 juli 1837 - aldaar, 23 maart 1921) was een Nederlands advocaat, rechter en president van de  Hoge Raad. 

## Biografie
Aernout Philip Theodoor Eyssell werd geboren op 19 juli 1837 in Den Haag als zoon van de advocaat Martinus Eyssell (1807-1888) en Henriëtte Elsabine Vreede (1813-1876). Zijn familie is een juristenfamilie uit Den Haag. In 1855 begon hij aan een studie rechten aan de Universiteit Utrecht waar hij in 1859 promoveerde op stellingen. Datzelfde jaar deed hij mee aan een prijsvraag van de Académie des Sciences te Dijon. Hij schreef hiervoor een essay over de Franse jurist Hugues Doneau waarmee hij de prijsvraag won. Zijn manuscript - geschreven in het Latijn - werd in het Frans vertaald en in 1860 onder de titel Doneau, sa vie et ses ouvrages. L'école de Bourges; synthèse du Droit romain au XVIe siècle; son influence jusqu'à nos jours uitgegeven.
Hij vestigde zich na zijn promotie in zijn geboortestad als advocaat en in 1878 werd hij aldaar plaatsvervangend rechter bij de arrondissementsrechtbank. Van 1880 tot en met 1887 was hij lid van de Staatscommissies tot herziening van het Burgerlijk Wetboek. In 1886 volgde zijn benoeming tot raadsheer bij de Hoge Raad. Hij werd als liberaal door de Tweede Kamer der Staten-Generaal verkozen boven de antirevolutionair Petrus Johannes van Swinderen. In 1908 werd hij benoemd tot president van de Hoge Raad. Hij vervulde deze functie tot en met 1 juli 1912 want toen ging hij wegens het bereiken van de vijfenzeventigjarige leeftijd met pensioen.
Na zijn pensioen bleef hij doorgaan met publiceren. Hij deed dit onder andere voor Themis. Op 23 maart 1921 kwam hij in Den Haag te overlijden.

## Publicaties (selectie)
- Moeten voor de toelating tot de rechtspraktijk en de magistratuur andere dan de bestaande eischen en waarborgen worden gesteld? zoo ja, welke?: praeadvies (1899).
- s-Gravenhage van voorheen en thans: in brieven  (1879-1880)
- Advies in zake de procedure van H.H. kerkvoogden te St. Annapar. tegen de landeigenaren van het Oud-Bildt (1878), met Wijnand Heineken
- Welk gevangenisstelsel is voor ons land het meest aanbevelenswaardig? : praeadviezen (1872), met Jacob Domela Nieuwenhuis
- Twee jaren celstraf? (1871).
- Een post op de begrooting des ministers van Justitie (1871).
- De regtsmagt over vreemdelingen in Nederland (1864).
- Grondwet en protectie als haar eerste gevolg: de waarschuwing eens tachtigers aan zijne landgenooten: opgedragen aan Mr.S. van Houten (1917).